# Нови Сурчин
Нови Сурчин је месна заједница и насеље у градској Општини Сурчин.

## Историја
На мапи Земунске нахије можемо видети да су данашња насеља Новог Сурчина  Врбас и Орешац означена као села.
Врбас је означен као насељено село, а Орешац као напуштено.
Овде се налази црква Светог апостола Матеја у Сурчину.
Овде се такође налази и врх Црног брда.

## Становништво
У месној заједници живи преко 7000 становника, од којих су 93% избеглице из подручја Крајине.
Стеван Ћосић, председник месне заједнице каже да је Нови Сурчин најмногољуднија месна заједница у општини  Сурчин, иако тај податак није тачан. Он такође наводи да се у месној заједници налази преко 2000 кућа и неколико десетина зграда.
- У насељу Нови Сурчин се налази 437 објеката[4]
- У насељу Орешац се налази 638 објеката[4]
- У насељу Врбас се налази 815 објеката[4]
- Укупно: 1890[4]

## Насеља у месној заједници Нови Сурчин
- Нови Сурчин
- Орешац
- Врбас

## Водени токови у Новом Сурчину
Кроз насеља Орешац и Нови Сурчин пролазе следећи водени токови:
- Канализована река Галовица, која је спроведена у Саву кроз Нови Сурчин у 20. веку.
- Дубовски канал